# 왕부리 팅코
왕부리 팅코는 애니플렉스가 제작한 TV 애니메이션 시리즈이다. 1999년 7월 1일부터 2001년 3월 29일까지 TV 도쿄에서 총 91화로 방영되었다.
대한민국에서는 2000년 8월 21일부터 2001년 4월 2일까지 SBS를 통해 방영되었다.

## 등장인물
- 쿄로쨩 (팅코)
- 파치쿠리 (뚜바)
- 크린
- 밋켄 (치키)
- 마스카라 (카라)
- 구리구리 형사 (두리번 형사)
- 마나지리
- 디맨튼
- 로건
- 돈질라
- 메메릿쵸 (바바라)
- 치로리 지로리
- 메구로
- 타쿠토
- 콘크
- 마츠게일 박사 (게일 박사)
- 지바지바 (그림자깨비)